# Pedro Sánchez Falconete

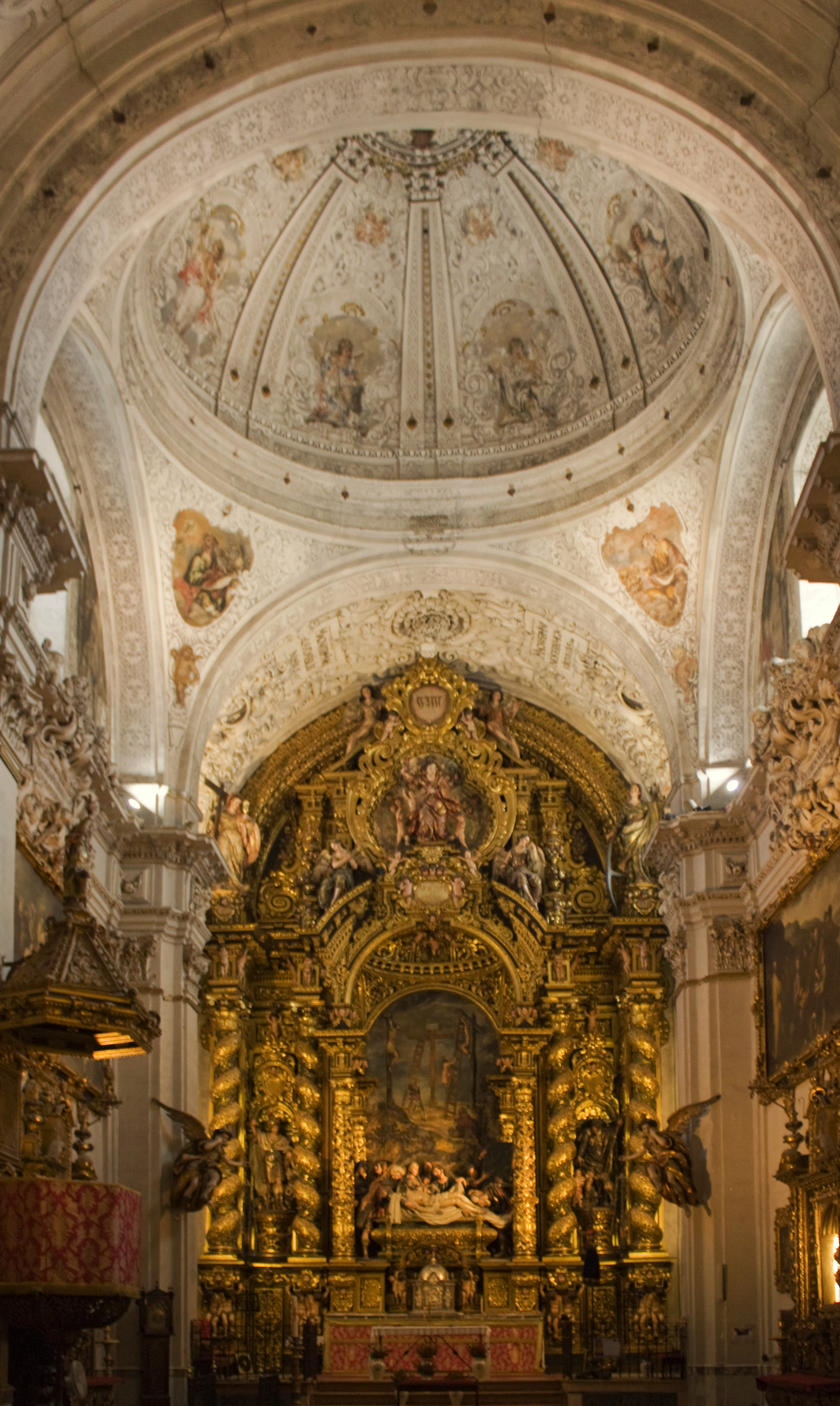
Iglesia del hospital de la Santa Caridad de Sevilla.

Pedro Sánchez Falconete (Sevilla, c. 1586-ibídem, 1666) fue un arquitecto español del siglo XVII.

## Biografía
Su padre fue Esteban Sánchez Falconete y su madre María de Mata. Su padre era maestro albañil y trabajó en la catedral entre 1597 y 1626 junto a arquitectos de reconocido prestigio, como Asensio de Maeda y Miguel de Zumárraga. En 1588 le fue encargada a Esteban la realización de la cilla del cabildo de Carmona, trazada por Asensio de Maeda, por lo que se trasladó a residir en esa ciudad. Regresó a Sevilla al año siguiente. Residía en la calle Piernas, en la collación de San Juan de la Palma. En 1599 alquiló de por vida unas casas en la calle Rabeta de la collación de la Magdalena. María de Mata falleció entre esta fecha y 1611. En 1609 trabajó en cuatro habitaciones para el convento de las Santas Justa y Rufina, de las concepcionistas. Esteban falleció en 1626. Su hijo, Pedro Sánchez Falconete, acompañó a Esteban en sus trabajos, aprendiendo las técnicas del Bajo Manierismo y adquiriendo conocimientos teóricos estudiando geometría y con libros de Sebastiano Serlio, Andrea Palladio, Jacopo Vignola y Hernán Ruiz el Joven.
Contrajo matrimonio con Inés del Castillo hacia 1611. En 1612 era ya maestro albañil. Se instaló en la calle del Garco (actual calle de García Ramos), de la collación de San Vicente. Su primera hija, Isabel, nació en 1613 y fue bautizada en la iglesia de San Vicente, siendo padrino Cristóbal Ortiz.
Posteriormente, se trasladaron a la collación de la Magdalena. El resto de sus hijos fueron bautizados en esa iglesia: Bartolomé en 1616, siendo padrino Juan Clemente; Antonio en 1618 siendo padrino Lope Rico; Sebastián en 1624 siendo padrino Baltasar Pinto de León (caballero veinticuatro); Diego Pablo en 1630 siendo padrino Diego López de Góngora.
En 1625 la catedral le nombró ayudante de su padre como alarife de albañilería. Tras la muerte de Esteban en 1626 le sucedió en el cargo. Se terminó de formar con el maestro mayor, Miguel de Zumárraga. En 1627 la catedral le nombró maestro superintendente de las obras. Tras la muerte de Zumárraga en 1630, Pedro le sucedió en el cargo. Ocupó el mismo hasta su jubilación, en 1664. Paralelamente, entre 1633 y 1635 fue maestro mayor del arzobispado.
En 1625 fue arquitecto mayor de la ciudad, en ausencia de Andrés de Oviedo. Tras el fallecimiento de Marcos Soto en 1635 ostentó este cargo hasta su muerte.
Entre 1628 y 1630 fue alférez de la milicia de Sevilla.
Entre 1638 y 1654 ocupó el cargo de maestro mayor de obras de la Casa Lonja, durante la construcción de su sede.
Pasó por varias penurias familiares y económicas. Subarrendó, junto con su mujer, varias casas de la catedral, obteniendo escasos beneficios. Una de estas casas se encontraba en la calle Pajerías (actual calle Amor de Dios). Como maestro mayor de la ciudad intentó ocupar, sin éxito, una casa municipal a la que tenía derecho construida por el ayuntamiento en el husillo de Cantarranas (actual calle Gravina). No obstante, esta casa había sido embargada a su antecesor por impago del ayuntamiento al propietario del solar. Su sueldo en el ayuntamiento y la catedral fue el mismo durante unos treinta años, lo cual hizo que se devaluase debido a la inflación. En 1648 tuvo un accidente con un caballo que le dejó una cojera de por vida, por lo se le hizo necesario su caballo para desplazarse. En 1652 su sueldo municipal solo le daba para pagar los gastos de su caballo.
En 1665 desistió de las cinco casas que tenía en arrendamiento de la catedral. Varios de sus hijos fallecieron. A su vejez se encontraba viudo y enfermo. En 1666 hizo testamento. Fue enterrado en el convento de la Merced.
Tras el fallecimiento de Pedro, su hijo Bartolomé solicitó al cabildo el sueldo del tercio del fin de diciembre para amparar a su hermano Diego y a sus sobrinos, que no tenían dinero para los lutos. El ayuntamiento entregó a Bartolomé 15.625 maravedís y a Diego 100 reales.

## Obra
Entre 1631 y 1636 realizó el trascoro de la catedral. En 1661 realizó capilla de San Isidoro de este templo. Realizó otros trabajos en la iglesia catedral, entre las cuales estaban: continuación del retablo de Nuestra Señora de la Antigua entre 1630 y 1631, reparaciones en la Giralda en 1633; empedrado el lado de la catedral que daba a la Casa Lonja y colocación de columnas de mármol con cadenas entre 1634 y 1635; trazas para la capilla Real en 1635 (aunque las obras en la misma fueron realizadas entre 1643 y 1649 por Luis Ortiz pudieron hacerse siguiendo las trazas de Sánchez); en la década de 1640 acondicionamiento de la capilla de San Gregorio para el enterramiento de Francisco Torres Macuelas (caballero veinticuatro), realizando la bóveda fúnebre, adornos de la capilla y la reja en 1650; colocación de unos pilares que se encontraban caídos detrás de la sacristía mayor, junto a la Casa Lonja, y cerramiento de unos arcos en el sagrario viejo, frente a la capilla de las Ánimas en 1651; empedramiento de la entrada de la mayordomía de la mesa capitular en 1653; arreglo de las atarjeas del patio de los Naranjos en 1654; reforma de la capilla de San Antonio en 1656; finalización del pavimento de mármol del coro, donde se encuentra el facistol, y disminución de altura del arco del testero de la capilla de San Pablo (actual de la Concepción Grande) para la realización de una sacristía en 1657.
En 1631 realizó la espadaña de la ermita de Gelo. En 1634 realizó las trazas del Colegio de San Isidoro. Entre 1636 y 1637 participó en la reforma de la iglesia de Santa María de Gracia de Almadén de la Plata.
La iglesia del Sagrario fue trazada en 1618 por Miguel de Zumárraga, Alonso de Vandelvira y Cristóbal de Rojas. Las obras quedaron a cargo de Zumárraga. Tras el fallecimiento de este en 1630 la conclusión de las obras quedó a cargo de Sánchez. El edificio se finalizó en 1661.
Como maestro mayor del cabildo catedralicio, también se encargaba de realizar informes y obras de reparación de cillas y bodegas: en 1628 hizo un dictamen para el arreglo de dos bodegas en Villalba del Alcor y visitó las obras de las bodegas de Constantina; en 1629 realizó informes para la reforma de unas bodegas de Jerez de la Frontera; entre 1633 y 1634 realizó la reforma de la cilla de Cañete la Real.
Hacia 1640 realizó la portada de la iglesia del convento del Santo Ángel.
El cabildo catedralicio le encargó la reforma y reparación de las iglesias de: Guadiamar, en 1641; de Chucena, entre 1644 y 1647; de Heliche, entre 1647 y 1648; y la capilla del cortijo de la Torre de Martín Serón, en Benacazón, en 1646. Se le atribuye: la reforma de la iglesia de Nuestra Señora de Belén de Tomares, realizada entre 1640 y 1653, y la reforma de la iglesia de Rociana del Condado, en 1631.
En 1648 realizó las trazas de la iglesia del hospital de la Caridad.
En 1642 se encargó de la reparación de la antigua iglesia de San Roque, actuando en las cubiertas, muros, solería y ornamentación en general. En 1656 levantó la sacristía. En 1659 realizó un nuevo campanario. Estas obras no se conservan, ya que la iglesia fue reconstruida de nuevo tras el incendio de 1759.
A partir de 1662 realizó las trazas y la dirección de las obras de la reconstrucción de la iglesia de Santa María la Blanca, dejando la anterior capilla mayor, que él mismo había realizado en 1657.
En 1661 realizó una nave adosada a la nave de la epístola en la iglesia de Nuestra Señora de las Nieves de Benacazón.
Realizó reformas en la casa consistorial de Sevilla en 1636, 1644, 1653, 1654 y 1658.
En 1632 fue sustituto del arquitecto de la ciudad, Marcos Soto, en unas obras de la Casa de Contratación de Indias. En 1649 y 1651 realizó informes para la reforma y reparación de la Casa de Contratación. En 1651 el maestro albañil Juan Nieto realizó las obras del segundo informe, que fueron visitadas por Sánchez en 1652. En 1649 y 1647 realizó informes de reforma y reparación de la Casa de Niñas Huérfanas, junto a la iglesia de Santa Ana. En 1651 Sánchez y el maestro mayor del Alcázar, Sebastián Ruesta, realizaron un informe sobre el estado del corral de la Montería. En 1662 realizó un informe para la reforma y reparación de la cárcel real de Sevilla. Del mismo modo, en su trabajo para la ciudad realizó tareas de empedrado de calles, infraestructuras para la prevención de inundaciones, revisiones de puertas y murallas, revisiones de cañerías y fuentes, etcétera.
Fue maestro de obras de la Casa Lonja entre 1638 y 1654.
Realizó obras efímeras para exequias y eventos públicos, tanto para la catedral como para la ciudad: coros, catafalcos, túmulos y otros.